# Кели Овърет
Кели Овърет (на английски: Kelly Overett) е английска певица и танцьорка.
Кели започва кариерата си като певица и танцьорка в групата SL2, заедно с други изпълнители. Още от 17-годишна възраст участва в телевизионни продукции като танцьорка.
Печели световна слава заедно с рапъра Родни в евроденс групата „Капела“, в която влиза през 1993 г. През 1995 г. напуска групата, за да започне солова кариера.
Заедно с Родни прави двете култови парчета „U Got 2 Let The Music“ („Трябва да оставиш музиката“) и „U & Me“ („Ти и аз“), които бележат голям успех най-вече в Европа с изключение на родната на Кели – Англия. След 1995 г. във връзка с тишината около Кели Овърет излизат някои публикации в медиите, че аналогично на Мили Ванили, Кели не е истинската изпълнителка на песните на Капела от 1993/95 г.